# چارلز مونتگومری
چارلز مونتگومری (انگلیسی: Charles Montgomery؛ زادهٔ ۱۹۶۸ (۵۶–۵۷ سال)) نویسنده، عکاسی خبری، و نظریه‌پرداز شهرسازی اهل کانادا است. از آثار او می‌توان به کتاب کوسه‌خدا (به انگلیسی: The Shark God) اشاره کرد. این کتاب که در کانادا با عنوان آخرین مشرک (به انگلیسی: The Last Heathen) به چاپ رسیده‌است، جایز چارلز تیلور را در بخش ادبیات غیرداستانی دریافت کرد.